# Cadrete
Cadrete est une commune d’Espagne, dans la province de Saragosse, communauté autonome d'Aragon, Comarque de Saragosse.

## Géographie
Commune située dans l'axe du Huerva. Les localités voisines sont Cuarte de Huerva, María de Huerva et les quartiers de Casablanca (Saragosse). Cadrete comprend aussi les bourgs de Las Colinas, Murallas de Santa Fe, El Sisallete et Los Olivares.

## Jumelage
Roullet-Saint-Estèphe (France)